# Черкаський книжковий фестиваль

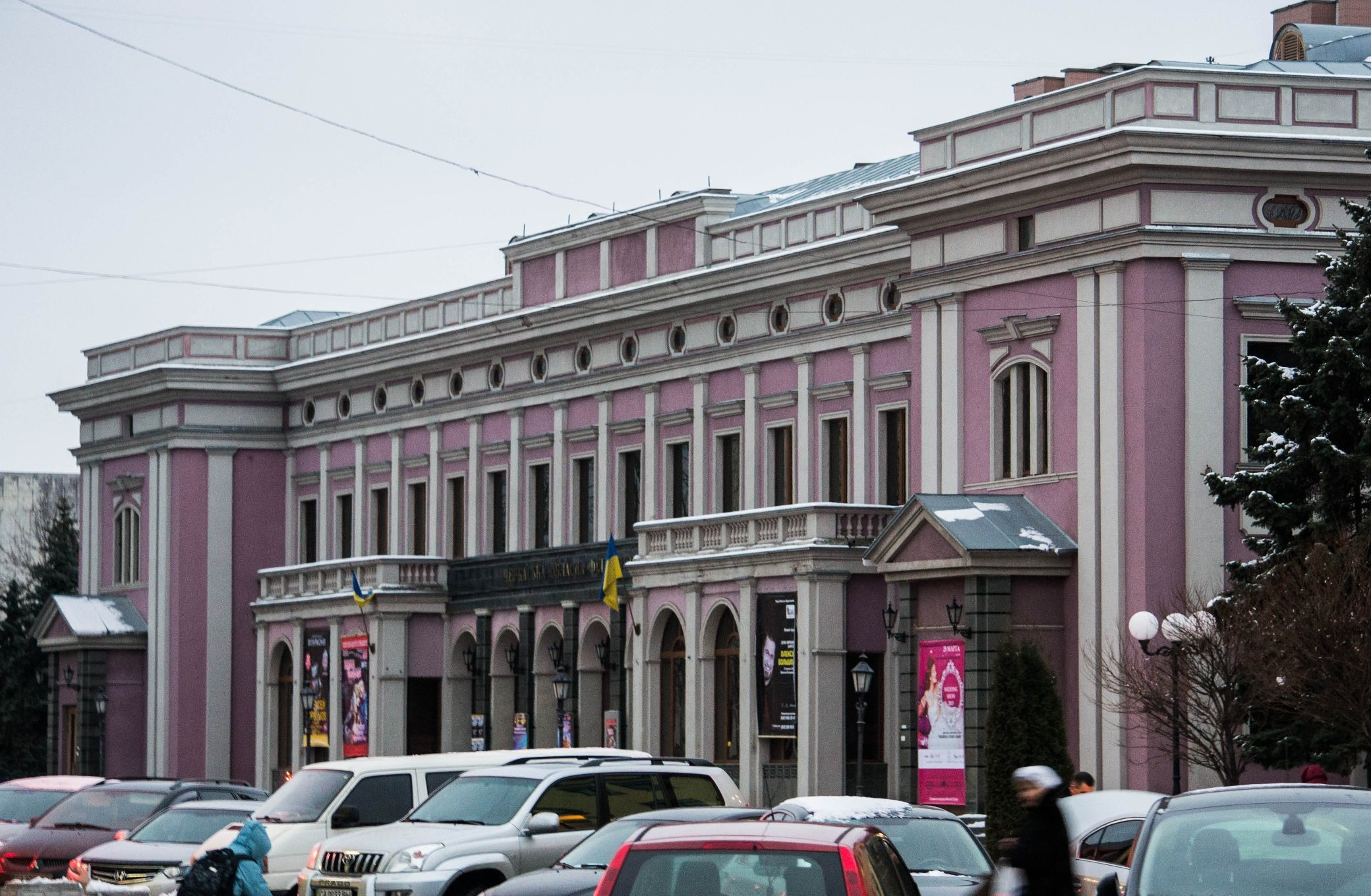
Черкаська обласна філармонія в приміщенні якої відбувається основна програма фестивалю.

Черкаський книжковий фестиваль — всеукраїнський книжковий ярмарок-фестиваль. Уперше відбувся 7—9 квітня 2017 року. Подія щороку збирає сучасних кращих майстрів, музикантів, письменників, акторів, кіносценаристів, краєзнавців. Автори презентують свої книги, поети декламують вірші, видавництва та книгарні пропонують нові книги, сценаристи показують кінострічки, майстри відкривають артзони. Спікери — популярні люди з різних сфер: краси, спорту тощо.

## Хронологія форуму

### Черкаський книжковий фестиваль 2017
На перший книжковий фестиваль (7—9 квітня) до Черкас, зокрема, завітали брати Капранови, Василь Шкляр, Міла Іванцова, Дара Корній, Ольга Хілобок, Мирослав Дочинець та багато інших. Видавництва-учасники — «Клуб Сімейного Дозвілля», «Видавництво Старого Лева», «Апріорі», «Час майстрів», «Мандрівець», «Зелений пес», «Теза», «Люта справа», а також журнал «Куншт» та Український інститут національної пам'яті.

### Черкаський книжковий фестиваль 2018(«Книжковий маестро»)
Другий книжковий фестиваль відбувся з 20 по 22 квітня. На фестиваль завітала ще більша кількість українських авторів у порівнянні з попереднім роком, серед яких, зокрема, були: Оксана Забужко, Василь Шкляр, Наталія Щерба, Макс Кідрук, Володимир Лис, Мирослав Дочинець, Сашко Дерманський, Дара Корній, Артем Полежака, Любко Дереш, Анастасія Нікуліна та інші.

### Черкаський книжковий фестиваль 2019(«Перехрестя культур»)
З 11 по 13 жовтня в Черкасах проходив третій книжковий фестиваль, що отримав назву «Перехрестя культур».

### Черкаський книжковий фестиваль 2020
Фестиваль мав відбутися у жовтні 2020 року, але був перенесений у зв'язку з пандемією COVID-19.

### Черкаський книжковий фестиваль 2021(«Можна все навпаки»)
Фестиваль відбувся протягом 1—3 жовтня та отримав назву «Можна все навпаки».

## «Книга року CHEBOOKFEST»
Починаючи з четвертого книжкового фестивалю у 2021 році було започатковано нагороду «Книга року Черкаського книжкового фестивалю».

#### Вимоги до номінантів
- Книга повинна бути заявлена на конкурс українським видавництвом.
- Книга повинна бути видана в Україні впродовж 2021 року.
- Книга повинна бути виконана на високому естетичному та поліграфічному рівні.
- Книга не повинна містити матеріалів, заборонених до публікування та розповсюдження чинним законодавством України.

## Галерея

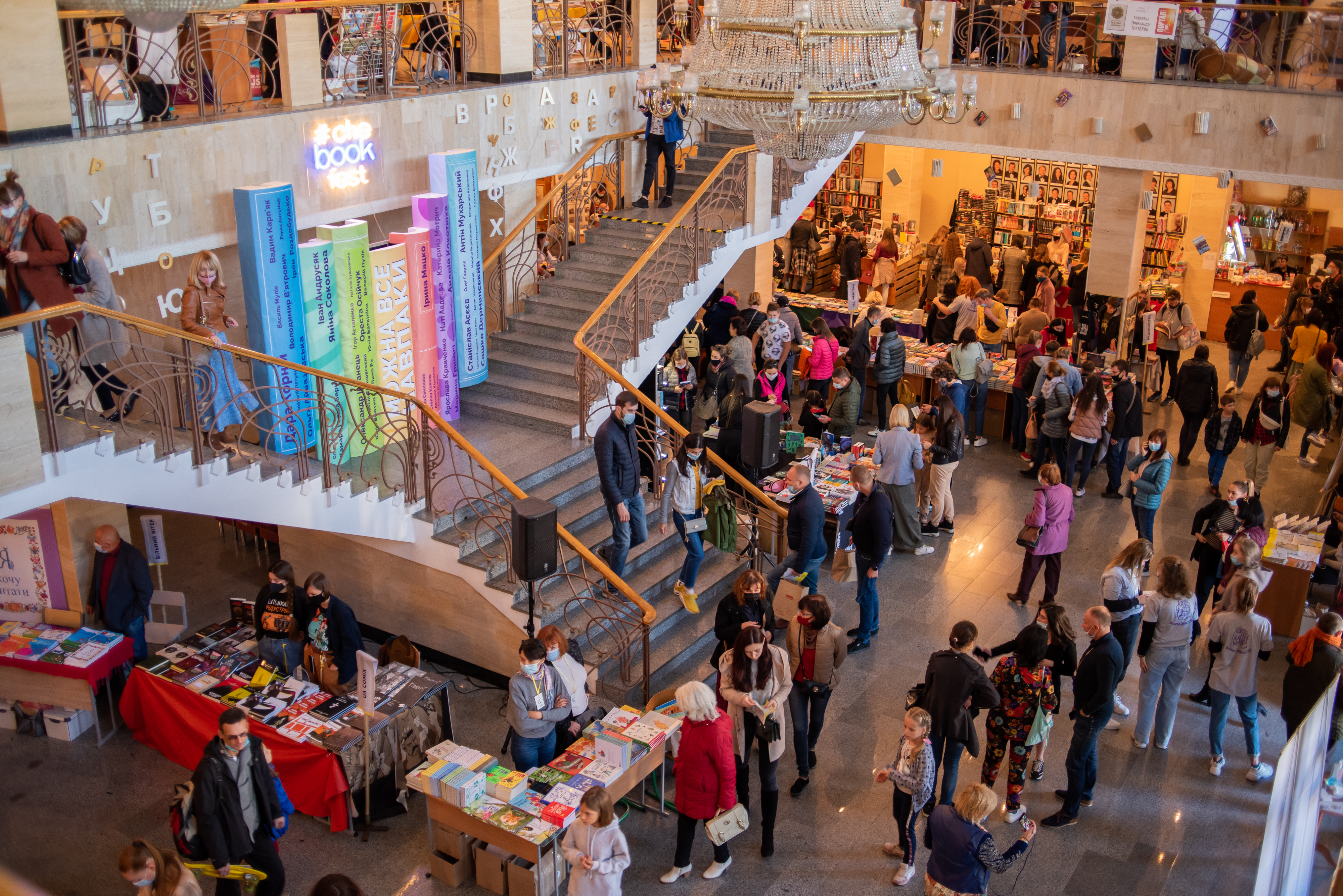
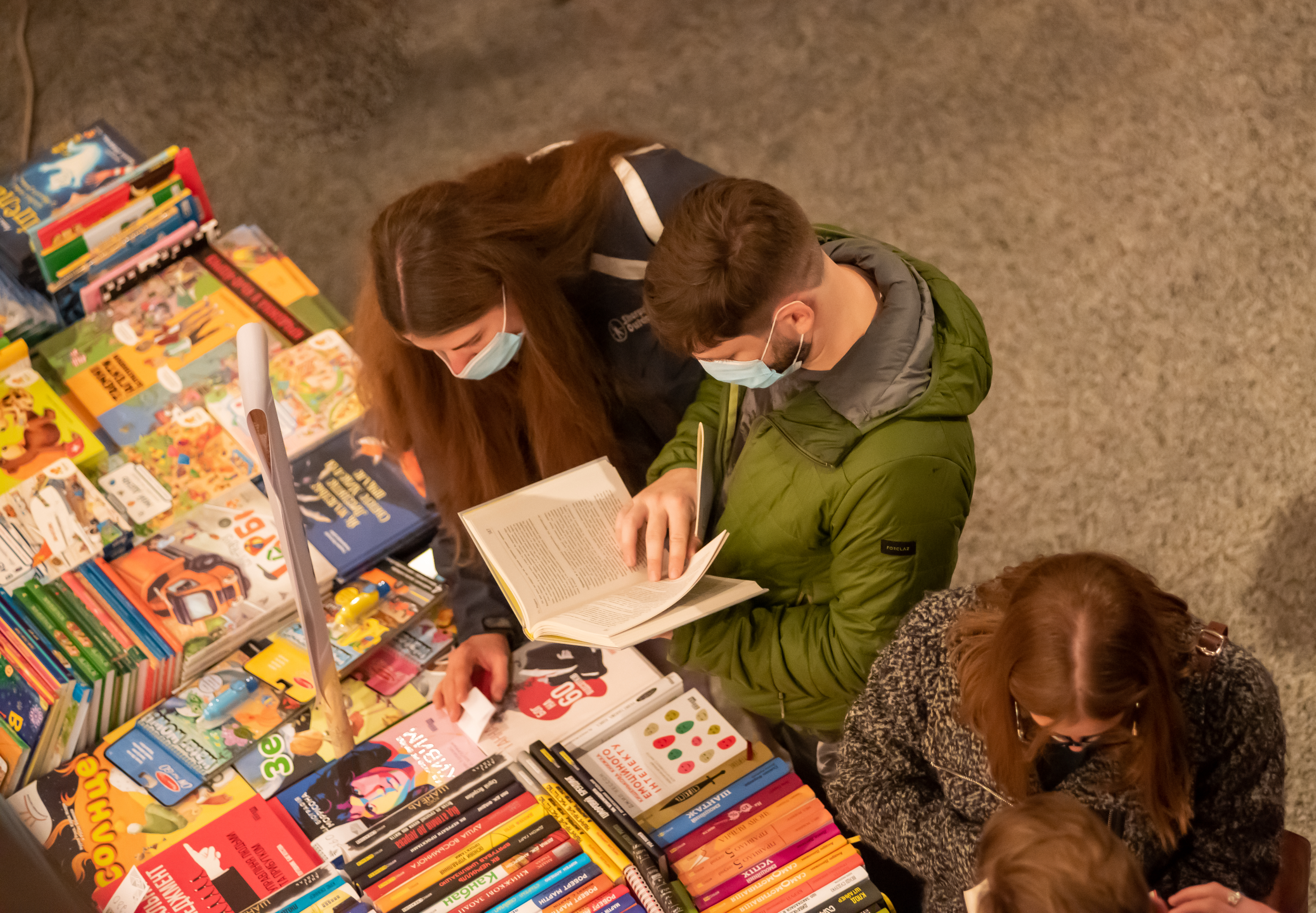
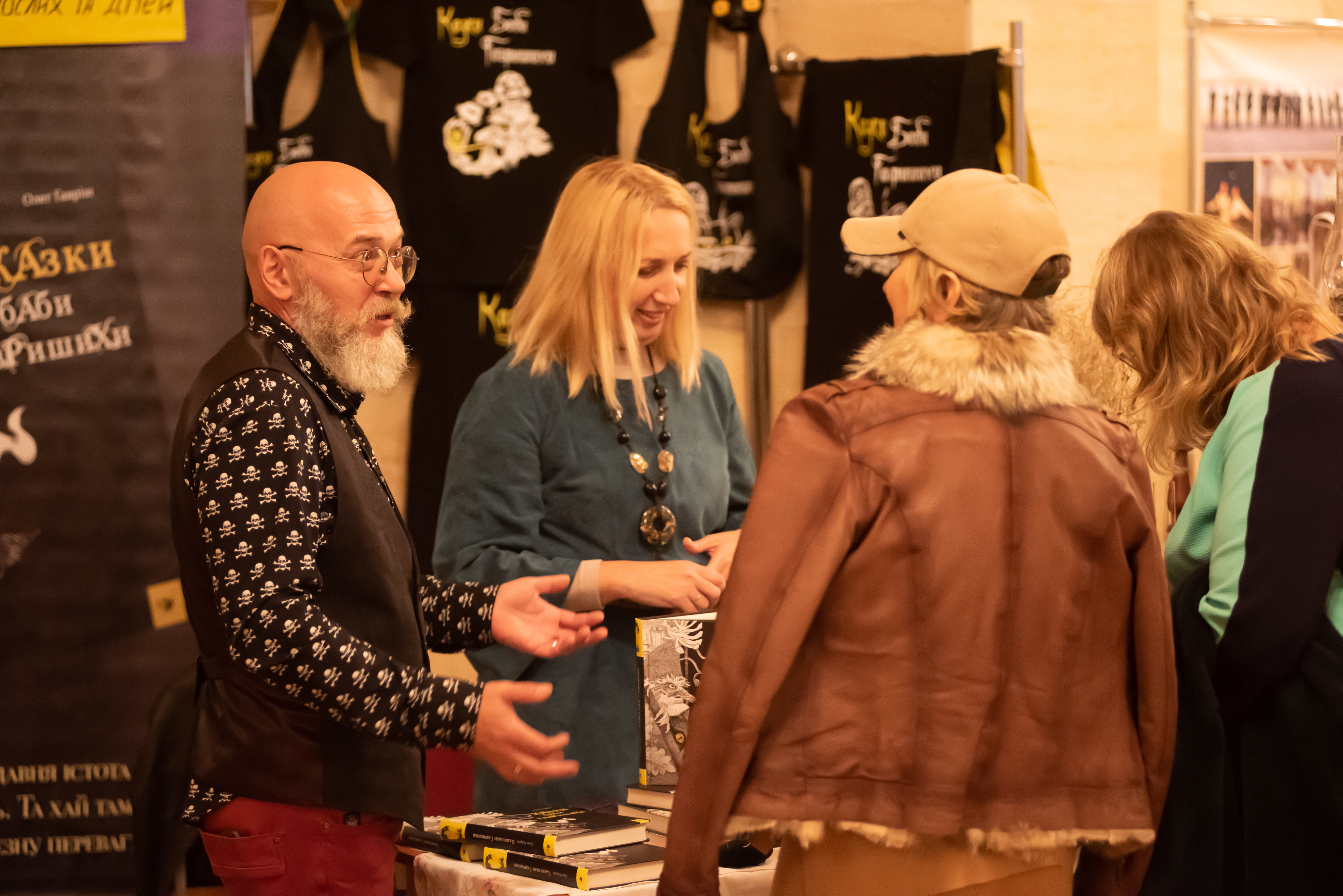
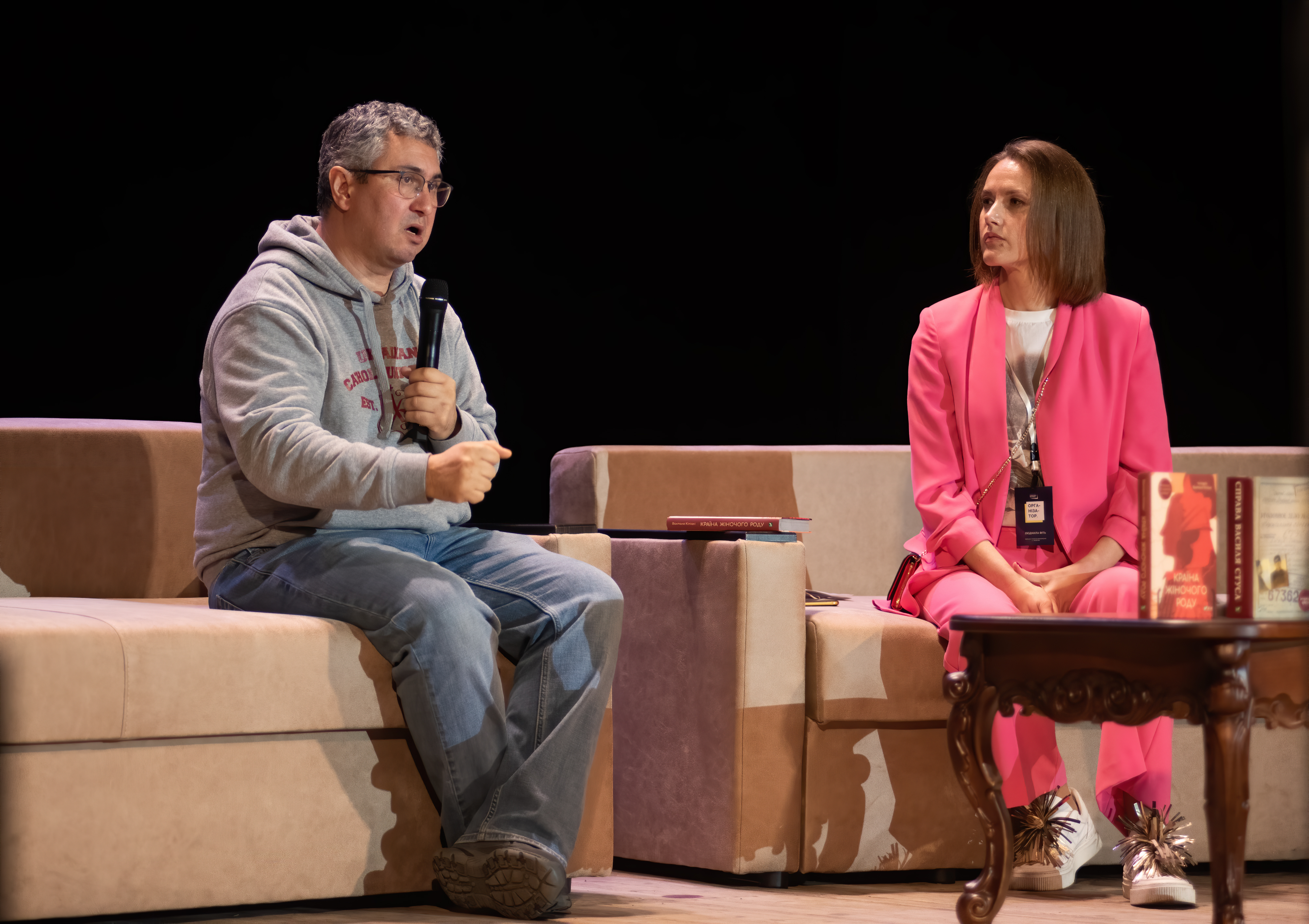
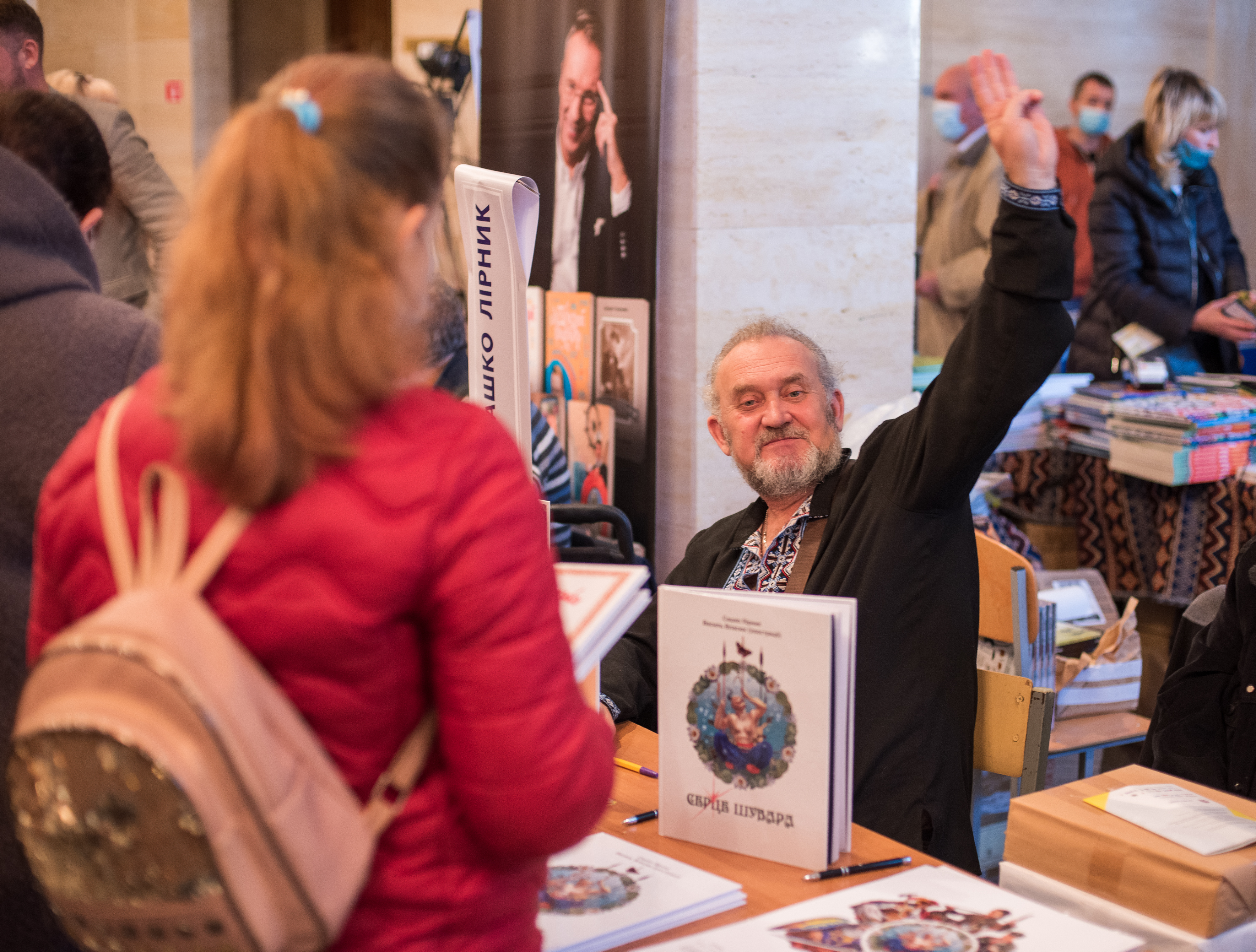
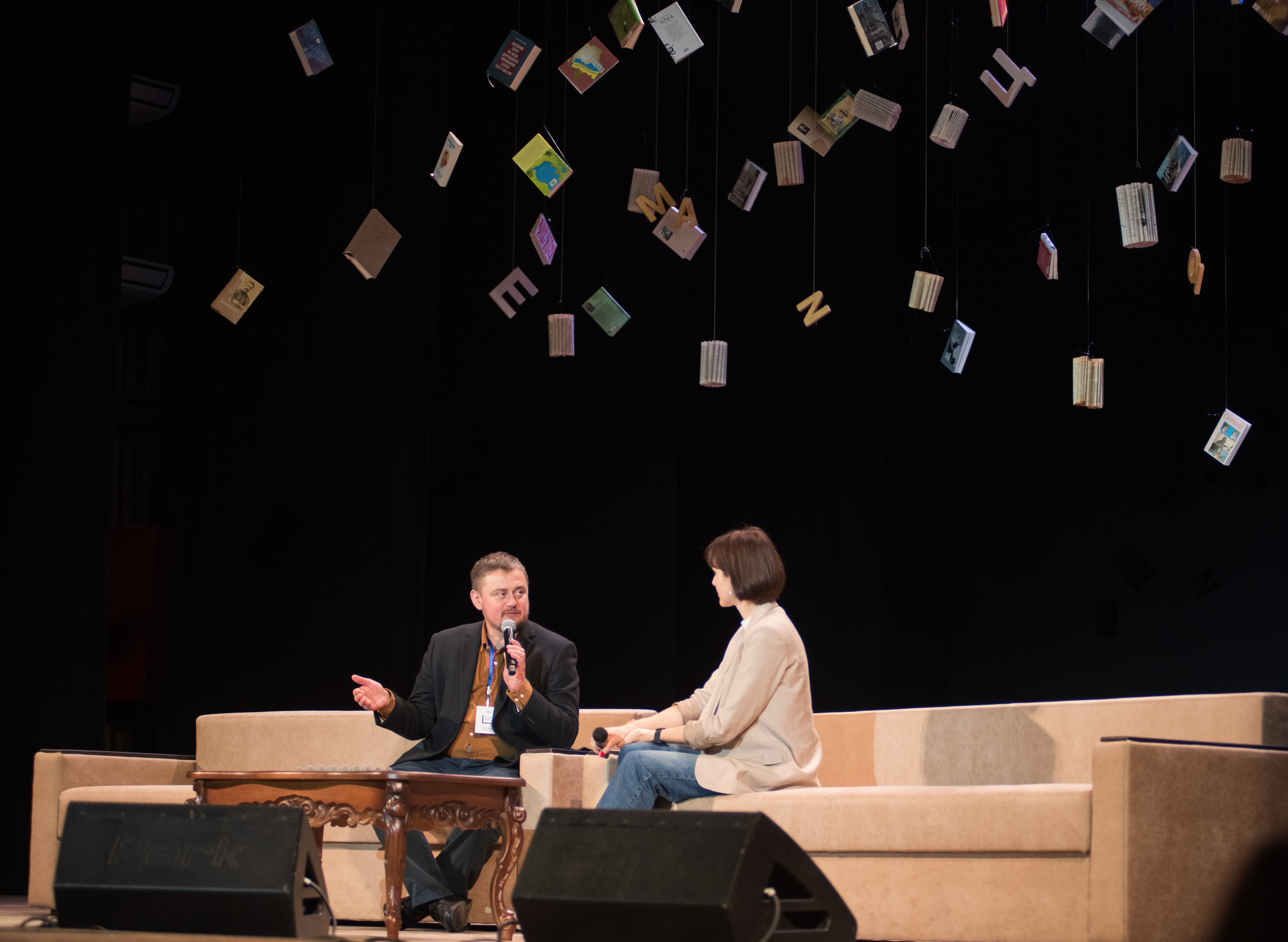
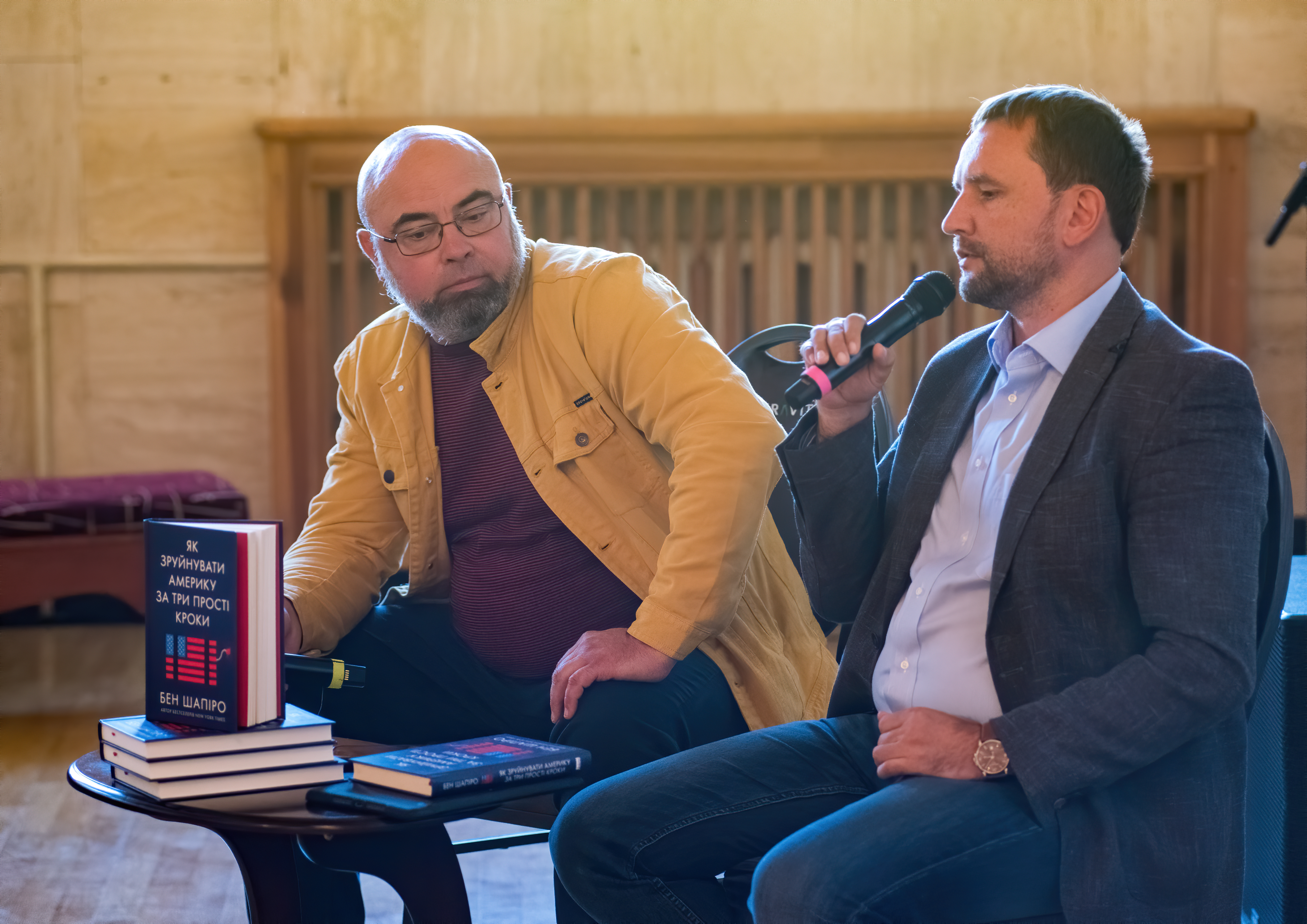
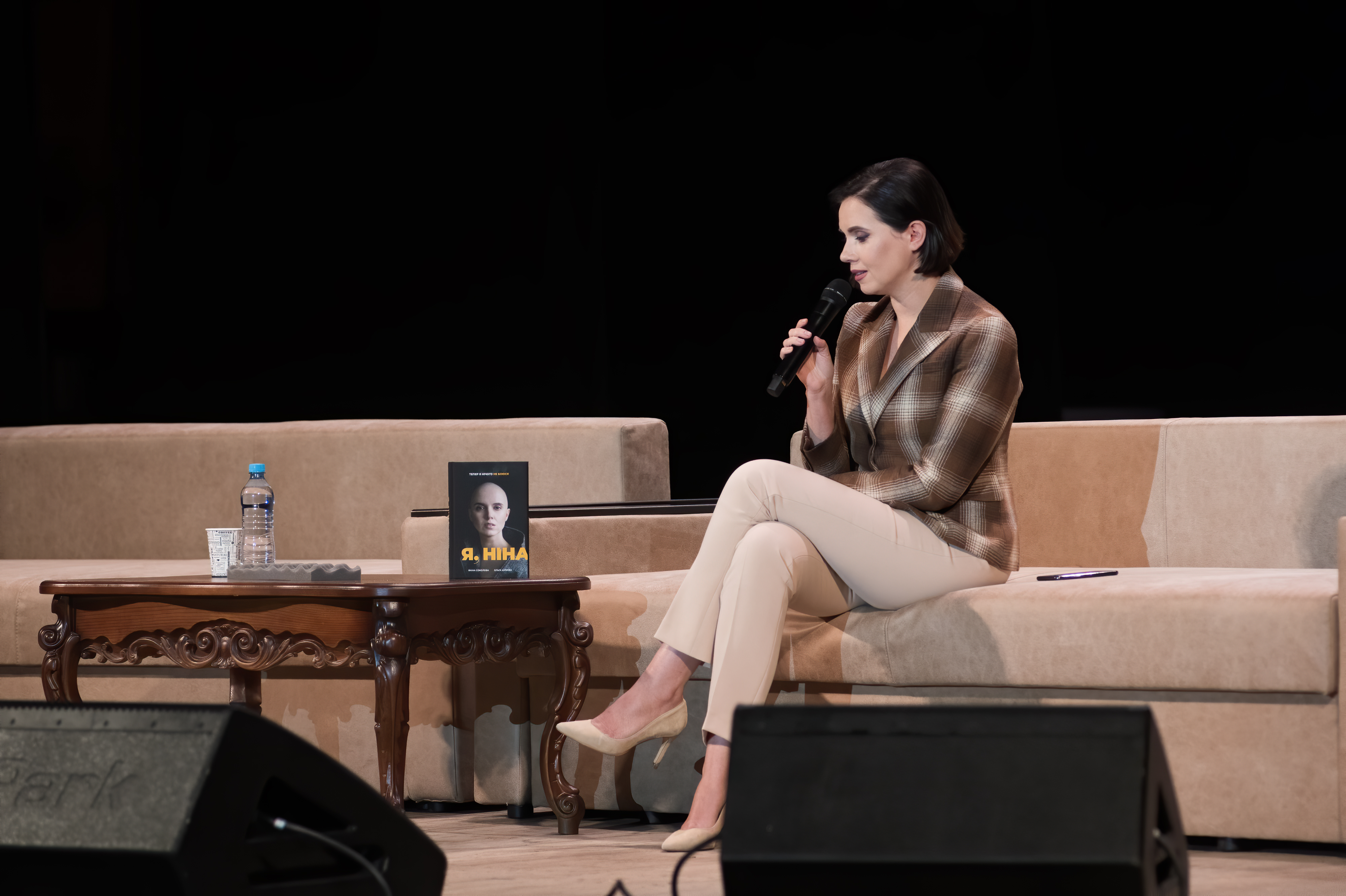
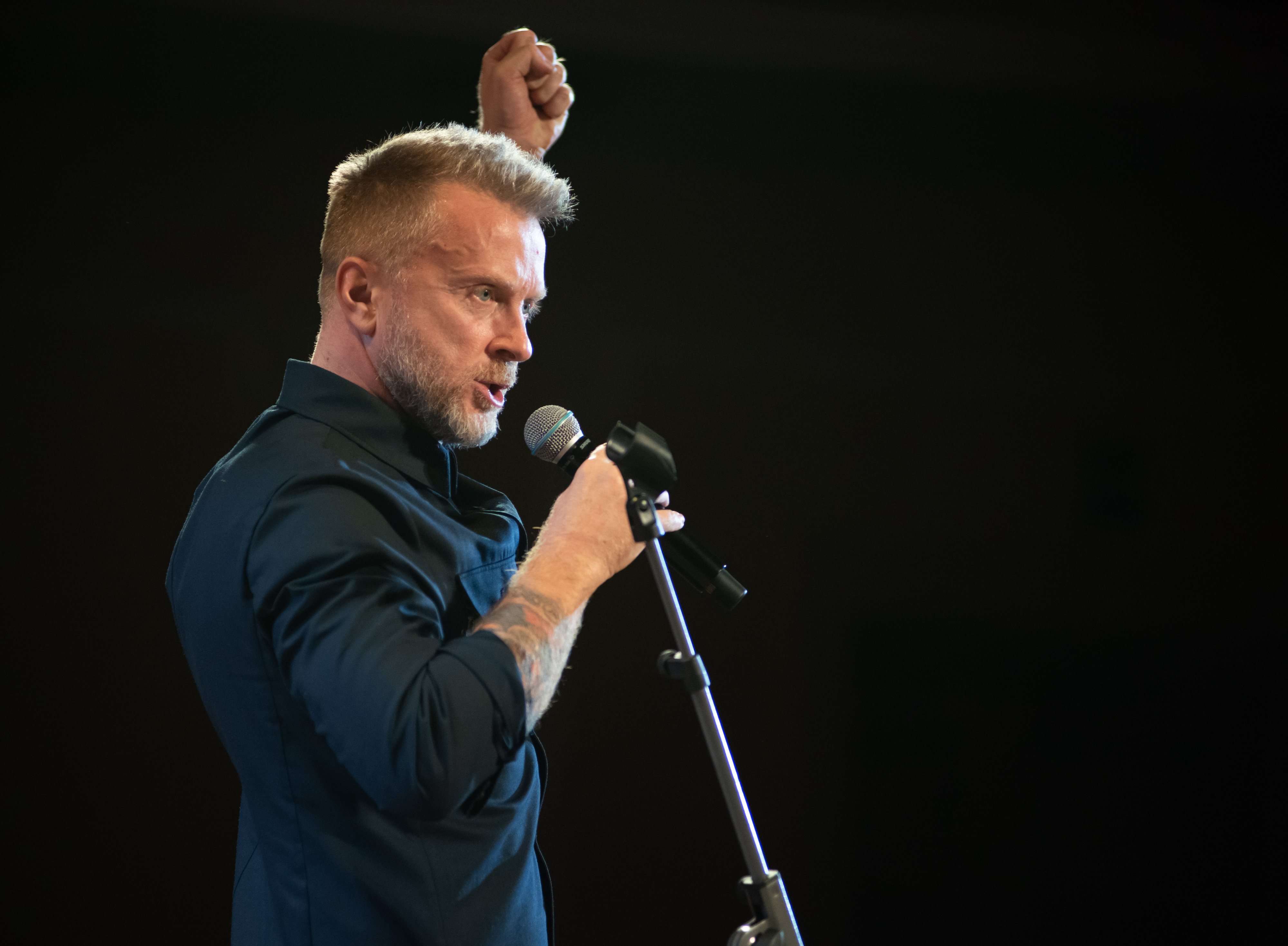
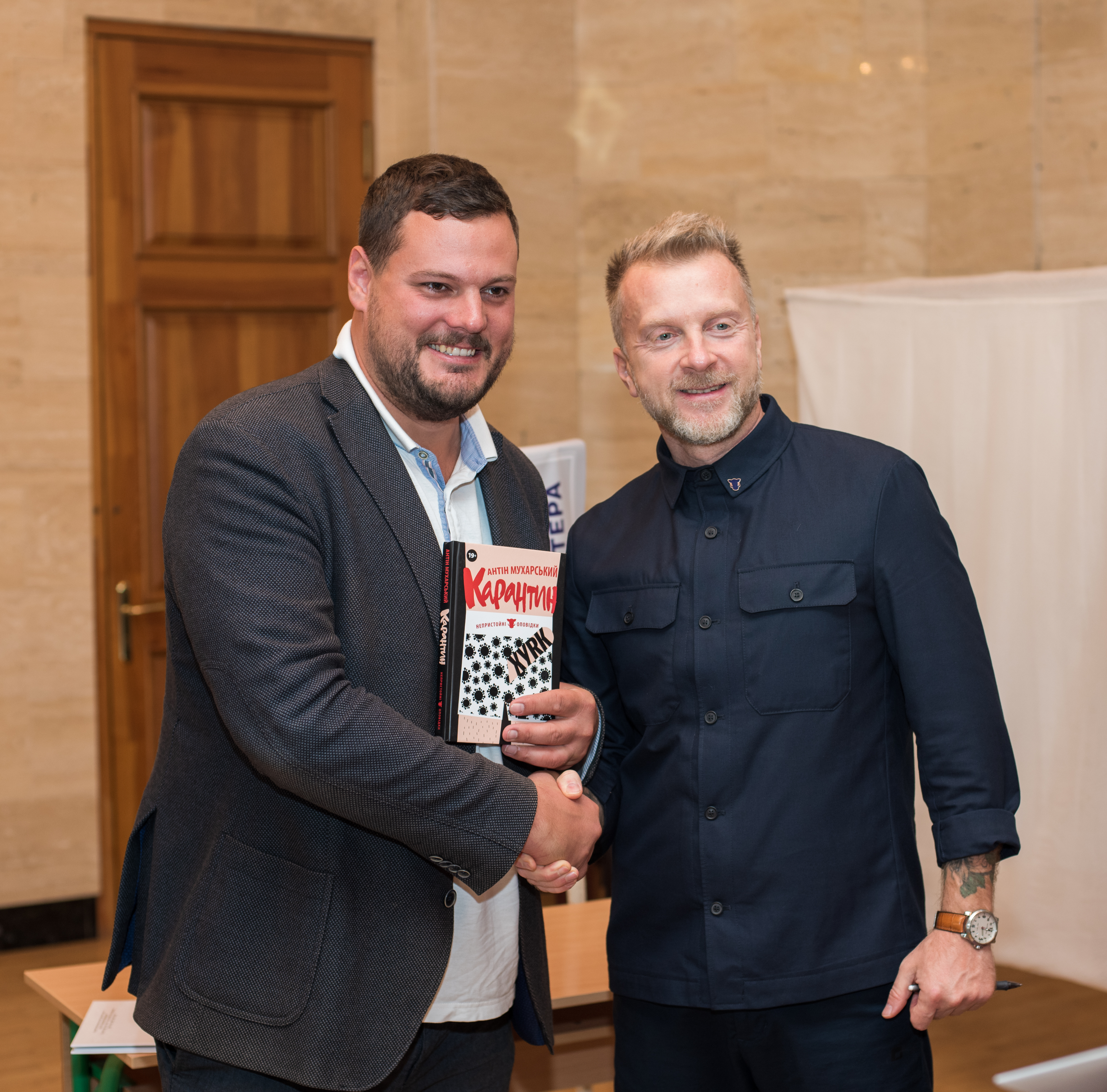
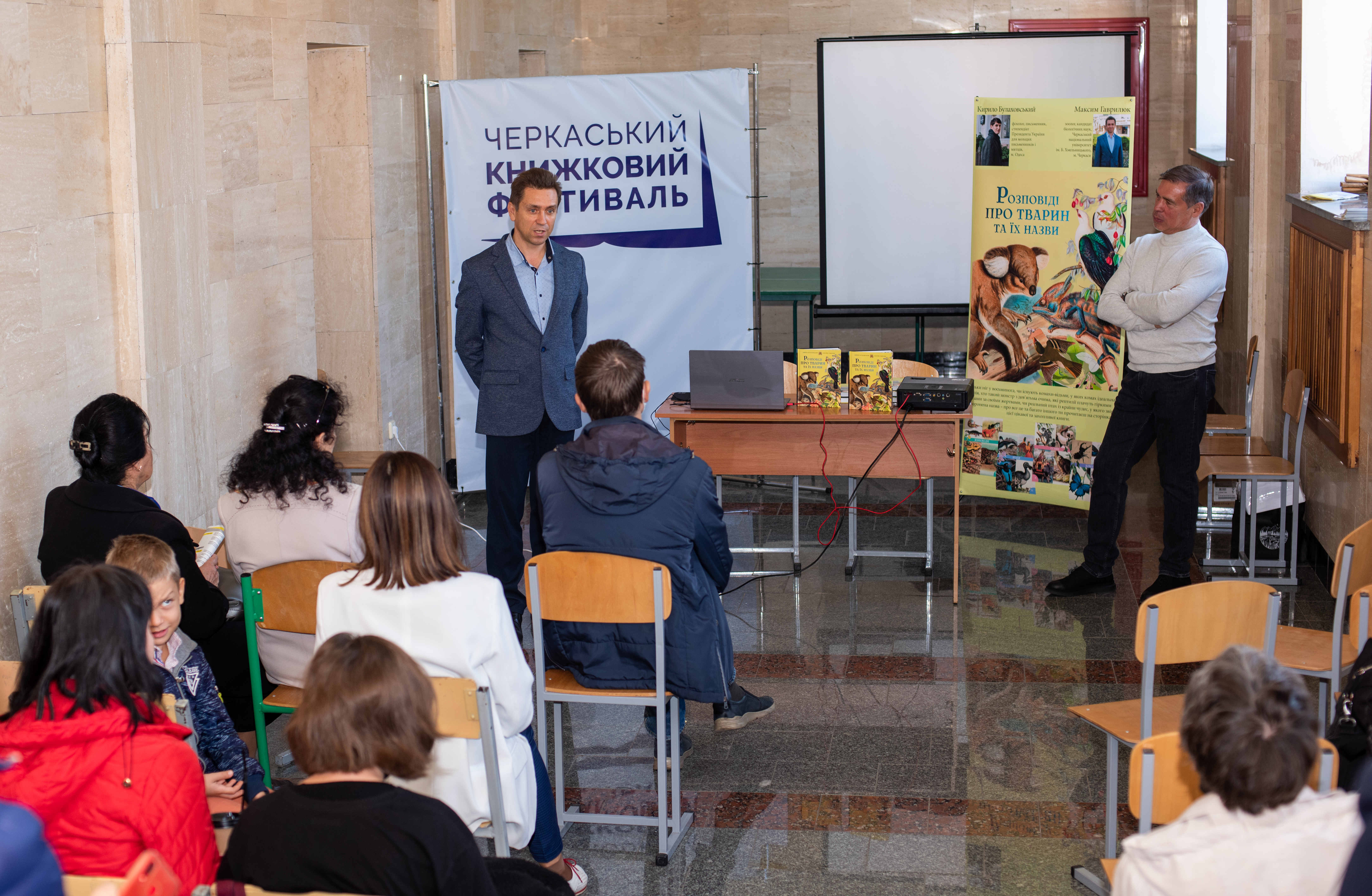
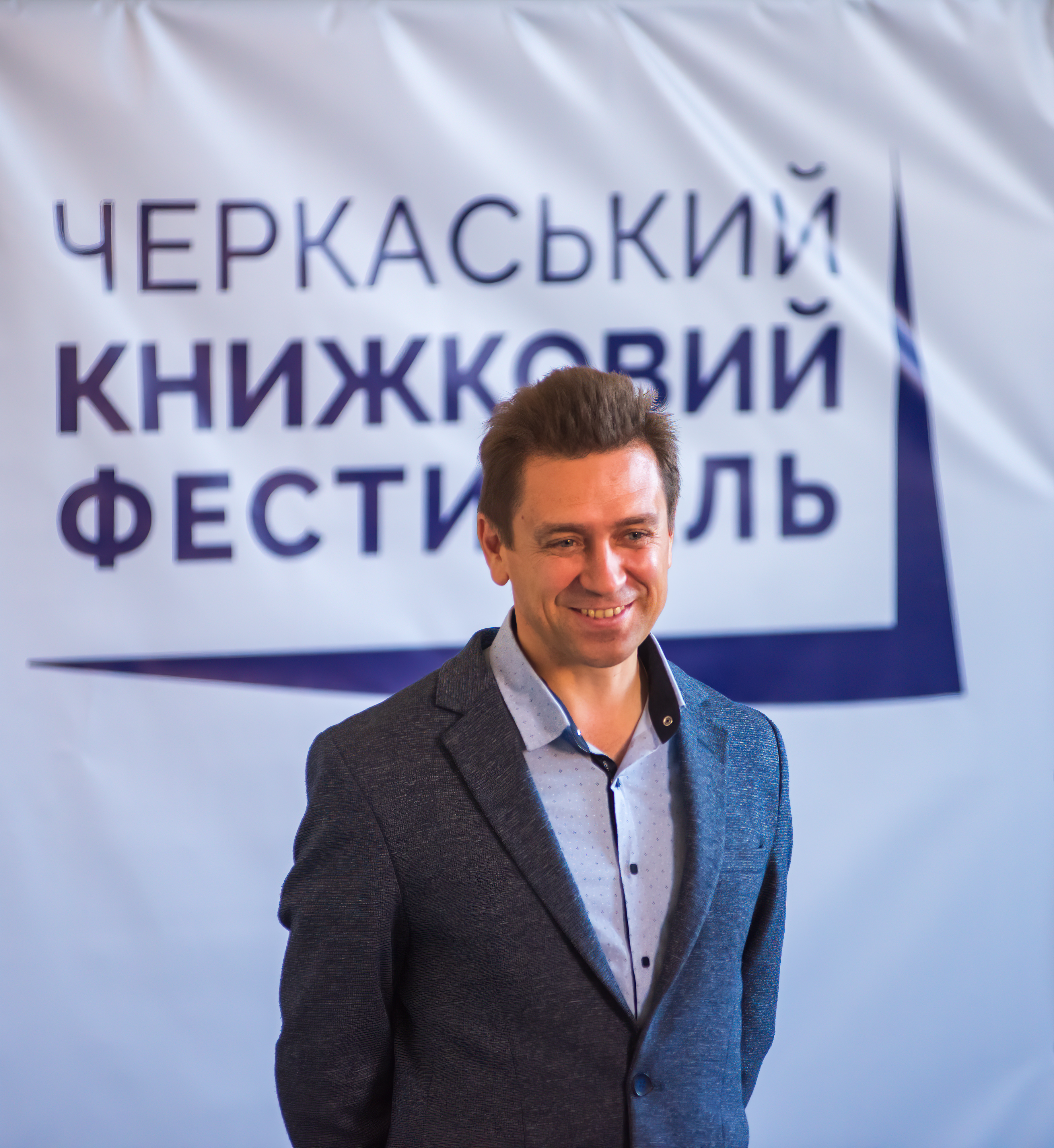
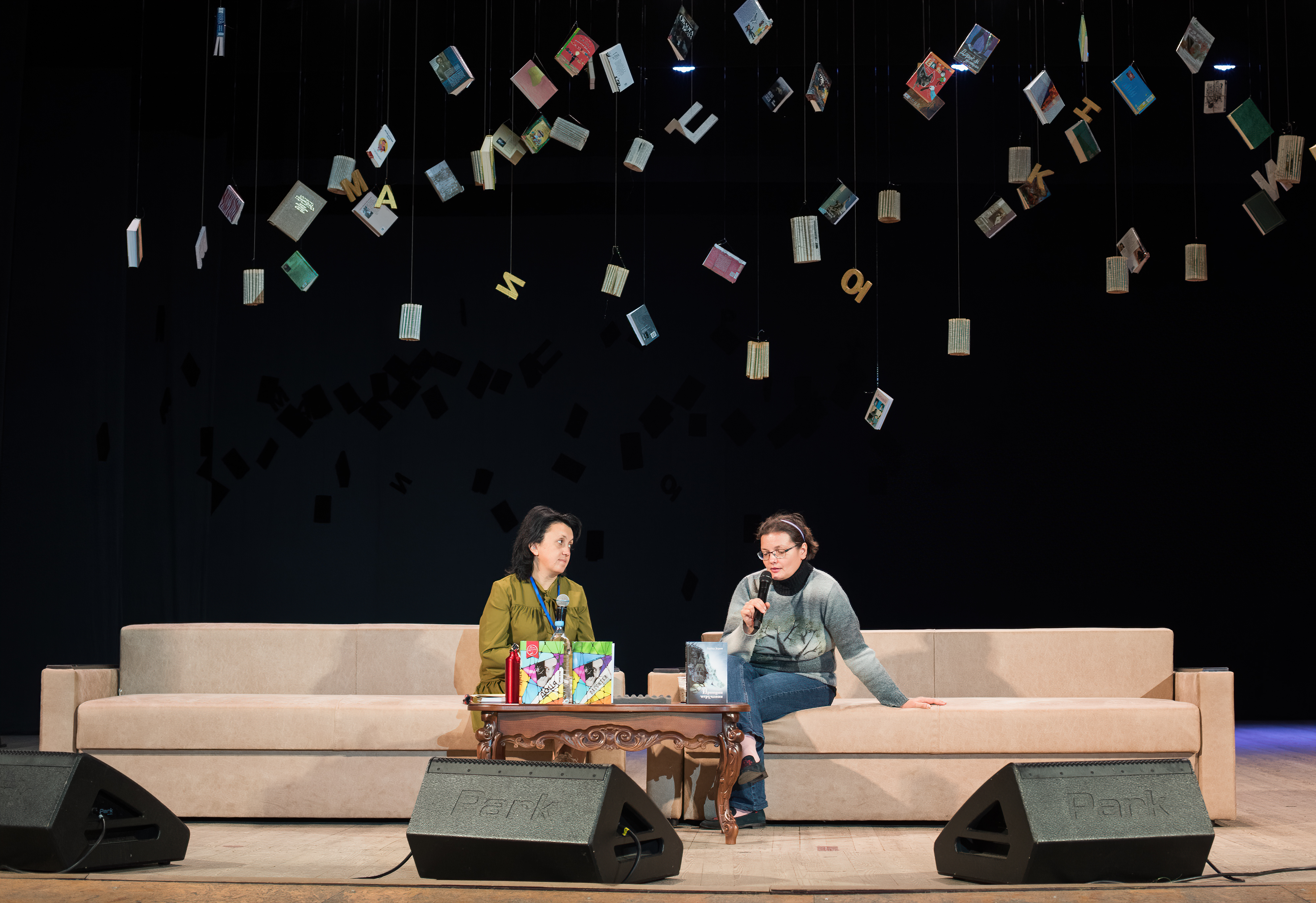
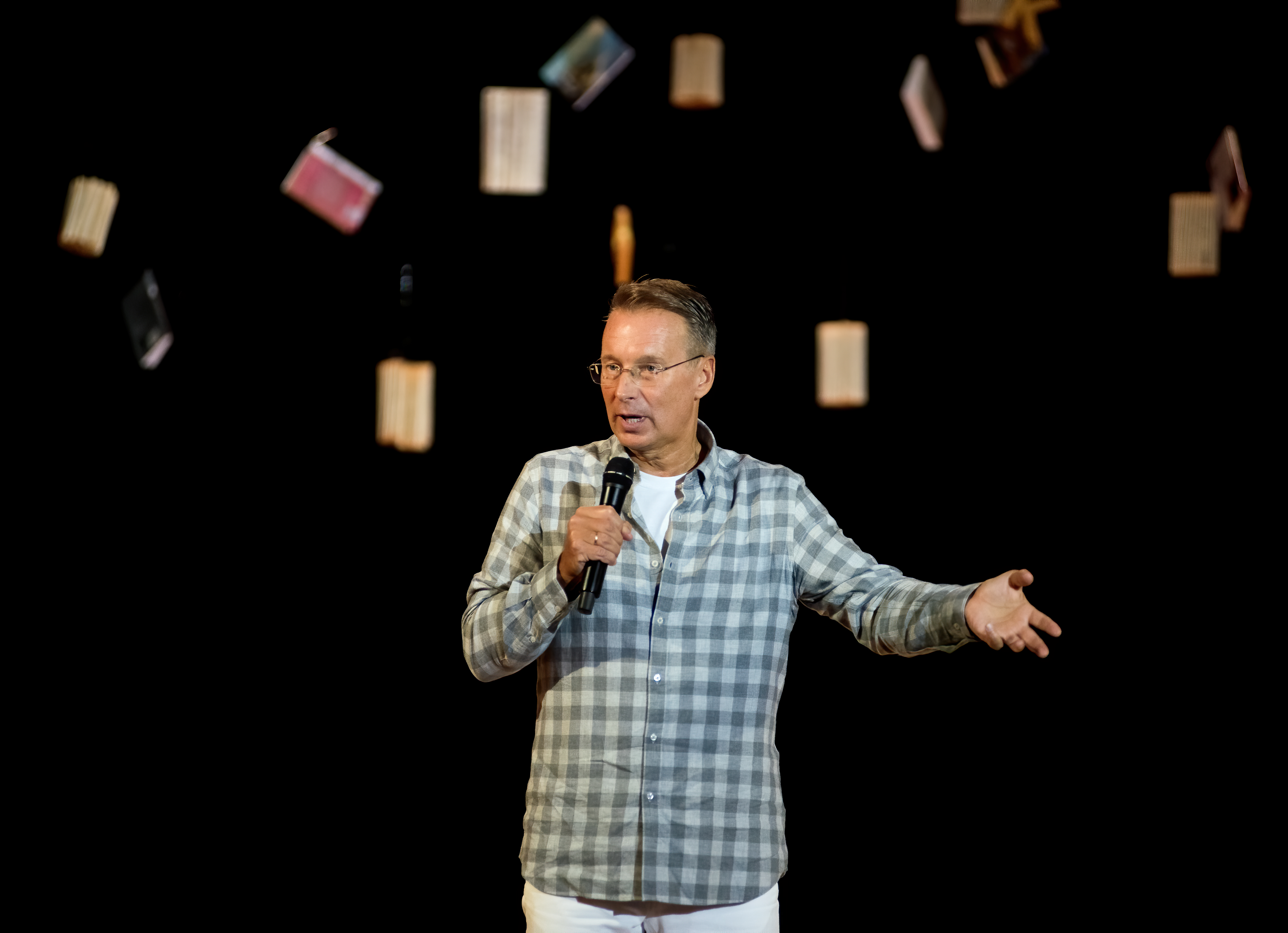
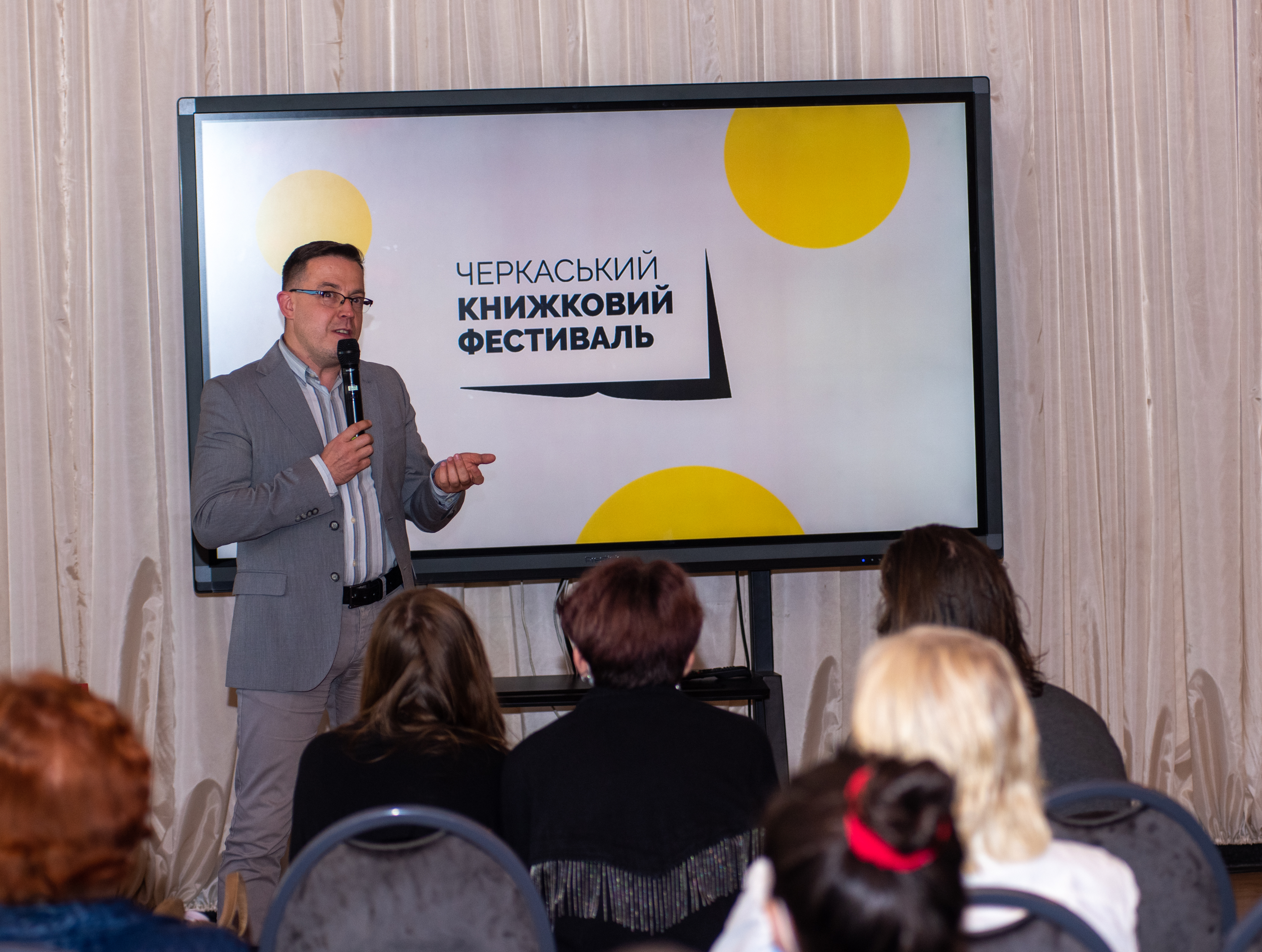
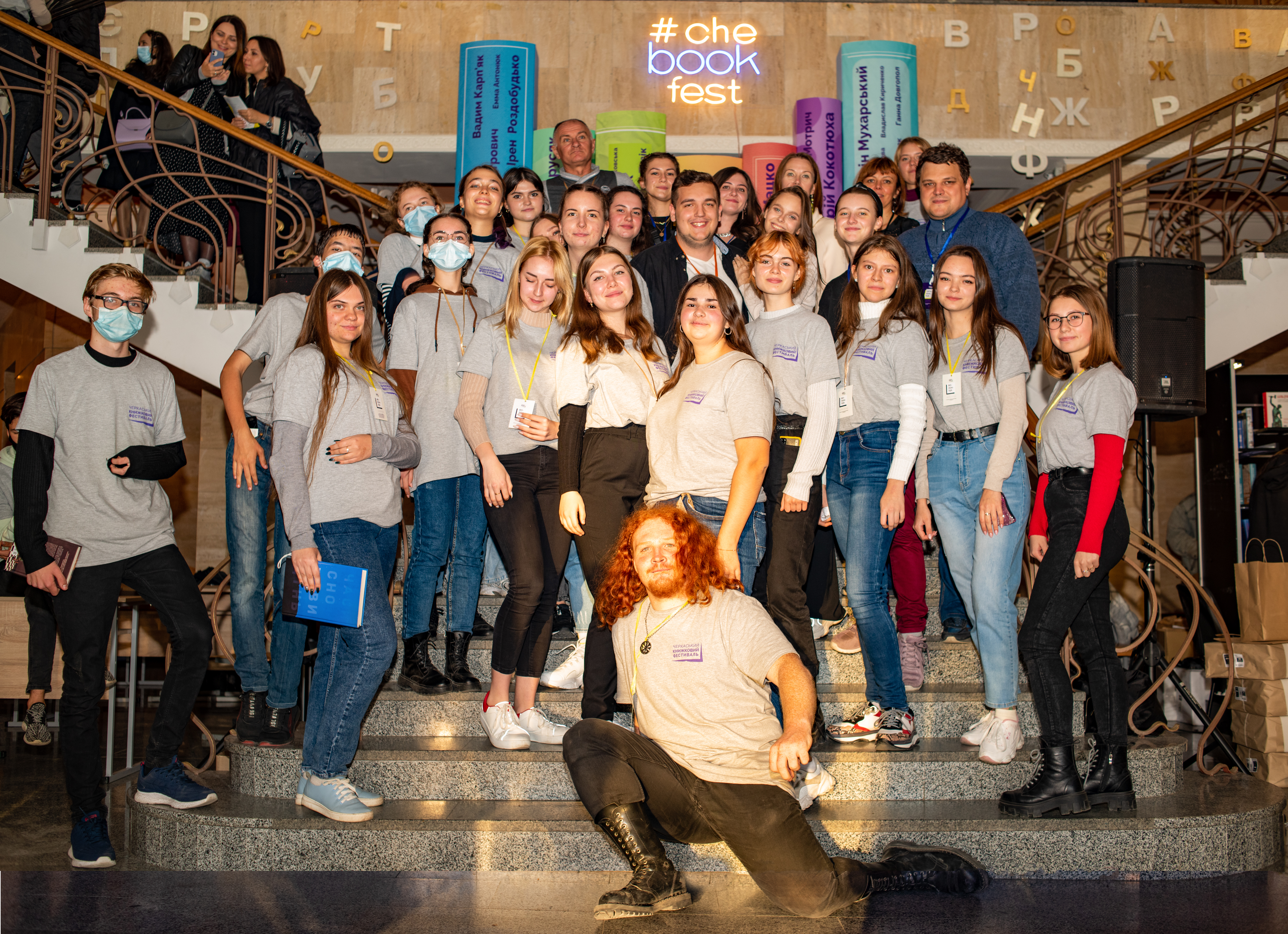